# Manduca brontes
Manduca brontes ist eine Nachtfalterart aus der Familie der Schwärmer (Sphingidae). Im Englischen trägt die Schmetterlingsart auch die Bezeichnung Cuban Sphinx Moth („Kubanische Sphinx-Motte“). Die Erstbeschreibung erfolgte 1773 durch Dru Drury.

## Vorkommen
Die Art kommt in der Karibik und im nördlichen Südamerika vor. Das Verbreitungsgebiet von Manduca brontes reicht von Florida im Norden über Kuba, die Cayman Islands, Jamaika, Haiti, die Dominikanische Republik und Puerto Rico bis nach Surinam im Süden.

## Lebensweise
Zu den Futterpflanzen der Raupen von Manduca brontes zählen sowohl  Trompetenbaumgewächse der Pflanzengattung Tecoma als auch Weiß-Esche (Fraxinus americana), Gemeine Esche (Fraxinus excelsior) und Fraxinus platycarpa. In Florida fliegen die Falter zwischen April und Juni.

## Synonyme
Für Manduca brontes gibt es mehrere Synonyme:
- Sphinx brontes Drury, 1773
- Sphinx brontes pamphilius Stoll, 1782
- Macrosila collaris Walker, 1856
- Sphinx brontes cubensis Grote, 1865
- Protoparce brontes haitiensis Clark, 1916
- Protoparce brontes smythi Clark, 1919

## Unterarten
Es gibt folgende vier Unterarten:
- Manduca brontes brontes (Drury, 1773) – Jamaika, Kuba, Große Antillen und nördliches Südamerika
- Manduca brontes cubensis (Grote, 1865) – Kuba, Haiti, Puerto Rico, Cayman Islands, Florida
- Manduca brontes haitiensis (Clark, 1916) – Haiti und Dominikanische Republik
- Manduca brontes pamphilius (Stoll in Cramer, 1782) – Surinam